# Alfa Romeo Alfasud
O Alfasud é um modelo compacto da Alfa Romeo.

## Motores
| Especificações | Especificações | Especificações                   | Especificações   |
| Motor          | Disposição     | Potência                         | Anos de produção |
| -------------- | -------------- | -------------------------------- | ---------------- |
| 1.2L Alfa H4   | (1,186 cc)     | 63 hp (47,0 kW)-68 hp (50,7 kW)  | 1971–1983        |
| 1.3L Alfa H4   | (1,286 cc)     | 75 hp (55,9 kW)                  | 1977–1983        |
| 1.4L Alfa H4   | (1,350 cc)     | 79 hp (58,9 kW)                  | 1978–1983        |
| 1.5L Alfa H4   | (1,490 cc)     | 85 hp (63,4 kW)-105 hp (78,3 kW) | 1978–1983        |
| 1.7L Alfa H4   | (1,712 cc)     | 118 hp (88,0 kW)                 | 1987–1989        |

|  |